# Kolonia Ośniak
Kolonia Ośniak – kolonia w Polsce położona w województwie lubelskim, w powiecie lubelskim, w gminie Bychawa.
W latach 1975–1998 miejscowość administracyjnie należała do ówczesnego województwa lubelskiego.